# Frank Fortescue Laidlaw
Frank Fortescue Laidlaw ( 1876 – 1963 ) fue un biólogo inglés, que estudió moluscos, como malacólogo.
Nombró un número de especies de caracoles, incluyendo al género Colparion

## Algunas publicaciones
- Laidlaw f. f. 1961. The land snail genus Amphidromus: a synoptic catalogue [by] Frank Fortescue Laidlaw and Alan Solem. Volumen 41, Nº 4 de Fieldiana : zoology. Ed. Chicago Natural History Museum. 173 pp.

- 1953. The Cambridge University Expedition to parts of the Malay Peninsula, 1899-1900. Ed. Malaya Pub. House. 174 pp. Con Walter William Skeat

- 1932. Proceedings of the malacological Society of London 20: 91, 92

- 1931. "On a new sub-family Dyakiinae of the Zonitidae". Proceedings of the malacological Society of London 19: 190-201. resumen

- 1903. Suggestions for a revision of the classification of the polyclad Turbellaria. 16 pp.

- 1903. Notes on some marine Turbellaria from Torres Straits and the Pacific, with a description of new species. 12 pp.

- 1902. On a collection of dragonflies made by members of the Skeat expedition in the Malay peninsula in 1899-1900. Parte 1. 30 pp.